# Abdennour Siouane
Abdennour Siouane (en arabe : عبد النور سيوان) est un footballeur algérien né le 12 septembre 1989 à Hussein Dey dans la wilaya d'Alger. Il évolue au poste d'avant centre.

## Biographie
Siouane évolue en première division algérienne avec le club du NA Hussein Dey. Il dispute un total de 32 matchs en première division, inscrivant six buts.

## Palmarès
JSM Skikda
- Championnat d'Algérie D2 :
  - Vice-champion : 2019-20.